# Rhamnus ludovici-salvatoris
El aladierno balear (Rhamnus ludovici-salvatoris) es una planta perenne y dioica de la familia de las ramnáceas endémica de Islas Baleares, en concreto de Mallorca, Menorca y Cabrera, donde se la denomina llampúdol bord o rotaboc. Es un arbusto que crece hasta los 2 metros de altura, aunque su talla habitual es mucho menor y no suele superar 1,5 m. Su nombre científico hace honor al archiduque Luis Salvador de Austria, enamorado de Mallorca y estudioso de su etnografía, su historia, su cultura y su naturaleza.
Presenta hojas coriáceas finamente dentadas, en perpendicular al contorno de la hoja, con un color verde oscuro en el haz y claro en el envés, con forma oval y unos 25 mm de longitud. Cuenta con pequeñas flores masculinas y flores femeninas (en individuos separados, pues es dioica) de color amarillento. Su época de floración transcurre entre marzo y mayo, y su fruto es una drupa oscura que sirve de alimento a mirlos y currucas cabecinegras en verano.
En Mallorca se distribuye por la sierra de Tramontana, hasta los 1000 m de altitud, y en las montañas de Artá, como especie arbustiva en encinares y pinares, mientras que en el archipiélago de Cabrera se encuentra en maquias litorales. En Menorca ocupa una minúscula zona en el norte de la isla, en el municipio de Fornells. La reducidísima población menorquina y la amenaza de su extinción propiciaron su inclusión en el Catálogo balear de especies amenazadas y de especial protección.
Se encuentra en peligro de extinción, ya que ha sufrido un declive poblacional y una disminución en su área de ocupación y en la calidad del hábitat.